# Philipp Georg Schröder
Philipp Georg Schröder (auch Philipp Georg Schroeder; * 21. April 1729 in Marburg; † 14. März 1772) war ein deutscher Mediziner, Naturwissenschaftler und Hochschullehrer.

## Leben
Schröder war Sohn des Marburger Orientalisten Johann Joachim Schröder. Er ging 1743 an die Universität Marburg, um dort Naturkunde und Mathematik zu studieren. In diesen Fächern begann er auch Privatunterricht zu geben. 1747 entschied er sich für ein Studium der Medizin, das er zunächst in Marburg aufnahm. 1748 wechselte er an die Universität Jena. Für das Sommersemester 1751 setzte er sein Studium an der Universität Halle fort, bevor er 1751/1752 sich mit der Pathologie in Berlin auseinandersetzte. Den Sommer 1752 verbrachte er nacheinander an der Universität Wittenberg, an der Universität Halle, an der Universität Leipzig sowie in Kassel, um von den dortigen Ärzten weiteres Wissen zu erwerben. Im September 1752 erfolgte seine Promotion zum Dr. med. an der Marburger Universität. Anschließend hielt er als Privatdozent dort Vorlesungen.
Schröder folgte 1754 einem Ruf als dritter ordentlicher Professor für Anatomie und Chirurgie an die Universität Rinteln. In Rinteln erhielt er außerdem die Bestellung zum Garnisonsmedikus und zum Stadtphysikus sowie an der Universität 1756 zusätzlich die ordentliche Professur der Naturgeschichte. Mittlerweile zum zweiten ordentlichen Professor aufgerückt, wurde ihm 1759 die Stelle als erster Professor der Medizinischen Fakultät übertragen. Noch in Abwesenheit wurde er von seiner Heimathochschule in Marburg 1758 zum Magister der Philosophie graduiert. Später wurde er sowohl als Doktor der Medizin, als auch Doktor der Philosophie geführt.
Schröder kam im Dezember 1762 zurück nach Marburg. Hier hatte er die Stelle des ersten ordentlichen Professors der Medizinischen Fakultät erhalten, außerdem wurde ihm die ordentliche Professur der Physik an der Philosophischen Fakultät übertragen. Daneben erhielt er auch das Amt des Stadtphysikus in Marburg. 1763 leitete er als Dekan die Medizinische Fakultät und von Januar bis April 1764 als Prorektor die Universität. Im April allerdings folgte er einem abermaligen Ruf, dieses Mal an die Universität Göttingen. Dort wurde er ordentlicher Professor der Medizin und Präses des chirurgischen Kollegiums. Im März 1765 wurde ihm die Ehre zuteil, zum königlichen und kurfürstlichen Leibarzt ernannt zu werden. Im ersten Halbjahr 1768 leitete er als Prorektor auch dort die Universität. Er galt als guter praktischer Arzt, der sich auch um die Krankenversorgung der Armen bemühte.
Schröders Privatbibliothek wurde im November 1772 veräußert. Der Katalog umfasste 113 Druckseiten.
Er war mit Marie Lucie, Tochter von Balthasar Ludwig Eskuche (1710–1755), Professor der griechischen Sprache an der Universität Rinteln verheiratet; gemeinsam hatten sie neun Kinder, zu diesen gehörte unter anderem der spätere Pfarrer Emil Ludwig Philipp Schröder.

## Werke (Auswahl)
- Experimentorum Ad Veriorem Cysticae Bilis Indolem Explorandam Captorum Sectionem Primam, Bossiegel, Göttingen 1764.
- De Apoplexiae Ex Praecordiorum Vitiis Origine Analecta, Schulz und Rosenbusch, Göttingen 1767.
- De febrilibvs Metastasibvs, Schulz und Rosenbusch, Göttingen 1769.
- Specimen Inavgvrale Medicvm De Haemorrhagia Vteri, Barmeier, Göttingen 1771.
- Opuscula medica antehac seorsim edita, 2 Bände, herausgegeben von Johann Christian Gottlieb Ackermann, Lochner, Nürnberg 1778.